# Municipio de Marion (condado de Lawrence, Arkansas)
El municipio de Marion (en inglés: Marion Township) es un municipio ubicado en el condado de Lawrence en el estado estadounidense de Arkansas. En el año 2010 tenía una población de 328 habitantes y una densidad poblacional de 2,55 personas por km².

## Geografía
El municipio de Marion se encuentra ubicado en las coordenadas 35°55′20″N 91°6′29″O / 35.92222, -91.10806. Según la Oficina del Censo de los Estados Unidos, el municipio tiene una superficie total de 128.83 km², de la cual 128,06 km² corresponden a tierra firme y (0,6 %) 0,78 km² es agua.

## Demografía
Según el censo de 2010, había 328 personas residiendo en el municipio de Marion. La densidad de población era de 2,55 hab./km². De los 328 habitantes, el municipio de Marion estaba compuesto por el 97,56 % blancos, el 0,91 % eran afroamericanos, el 1,52 % eran amerindios. Del total de la población el 0,61 % eran hispanos o latinos de cualquier raza.